# Matjaž Florjančič
Matjaž Florjančič (ur. 18 października 1967 w Kranju) – słoweński piłkarz, który grał na pozycji napastnika.
Karierę rozpoczął w klubie HNK Rijeka (zagrał tam 78 meczów i zdobył 7 bramek), a w 1991 przeniósł się do Włoch, gdzie grał w US Cremonese (148 meczów, 20 bramek), Torino FC (36 meczów, 8 bramek), Empoli FC (28 meczów, 6 bramek), A.S. Andria BAT (17 meczów, 6 bramek), FC AlzanoCene (42 mecze, 7 bramek), FC Crotone (4 mecze, 1 gol) oraz AC Pro Sesto (24 mecze, 2 bramki).
Grał też w krajowej reprezentacji, w której rozegrał 20 spotkań i strzelił jedną bramkę.